# Сурья (верхний приток Колвы)
Сурья — река в России, протекает по Чердынскому району Пермского края. Устье реки находится в 406 км по левому берегу реки Колва. Длина реки составляет 19 км.
Исток реки на отрогах Северного Урала в междуречье Колвы и Вишеры. Генеральное направление течения — северо-запад, всё течение проходит по ненаселённой местности, среди холмов, покрытых берёзово-еловым лесом. Течение — быстрое. Впадает в Колву в урочище Сурья.

## Данные водного реестра
По данным государственного водного реестра России относится к Камскому бассейновому округу, водохозяйственный участок реки — Кама от водомерного поста у села Бондюг до города Березники, речной подбассейн реки — бассейны притоков Камы до впадения Белой. Речной бассейн реки — Кама.
Код объекта в государственном водном реестре — 10010100212111100005539.